# Satellites naturels de Mars

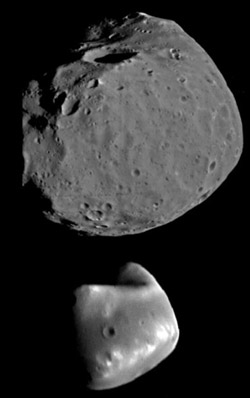
Phobos et Deimos.

On connaît deux satellites naturels de Mars, Phobos et Déimos. Ce sont deux petits corps qui orbitent près de la planète, à quelques milliers de kilomètres de celle-ci. À cause des forces de marée de Mars, ils sont en rotation synchrone (ils montrent donc toujours la même face à la planète) et voient leur orbite évoluer : Phobos se rapproche au rythme actuel de 1,8 m par siècle, tandis que Deimos s'éloigne plus lentement.

## Découverte et observations
C'est après la découverte des quatre grands satellites naturels de Jupiter en 1610 par Galilée que Johannes Kepler postule que, puisque la Terre n'en possède qu'un seul, Mars, qui se trouve entre les deux planètes, doit en avoir deux,. Kepler, à la suite d’une erreur de déchiffrage d’une anagramme de Galilée concernant les anneaux de Saturne, pense même que ce dernier a réussi à observer ces deux satellites.

### Littérature
Dans son roman Voyage à Laputa (1727), l'écrivain Jonathan Swift indique l'existence de deux satellites de Mars, et donne même leur période de révolution et leur distance par rapport à la planète (erronées par rapport à Phobos et Déimos) :

« Ils [les Laputiens] ont également découvert deux étoiles mineures, ou satellites, qui tournent autour de Mars ; la plus intérieure distante de la planète d'exactement trois diamètres, et la plus extérieure de cinq ; la première fait un tour dans l'espace en dix heures, et la seconde en vingt-et-une heures et demie. »

— Jonathan Swift, Gulliver's Travels, partie III, chapitre III (1726)
Les demi-grands axes réels de Phobos et Déimos, exprimés en diamètres martiens moyens, sont de 1,38 et 3,46 respectivement. Les périodes de révolution réelles correspondantes sont 7 h 39 min et de 30 h 18 min.
En 1752, Voltaire mentionne lui aussi l'existence de deux satellites  dans Micromégas :

« ils côtoyèrent la planète de Mars, qui, comme on sait, est cinq fois plus petite que notre petit globe ; ils virent deux lunes qui servent à cette planète »

— Voltaire, Micromégas, chapitre III (1752)

### Recherches et découverte

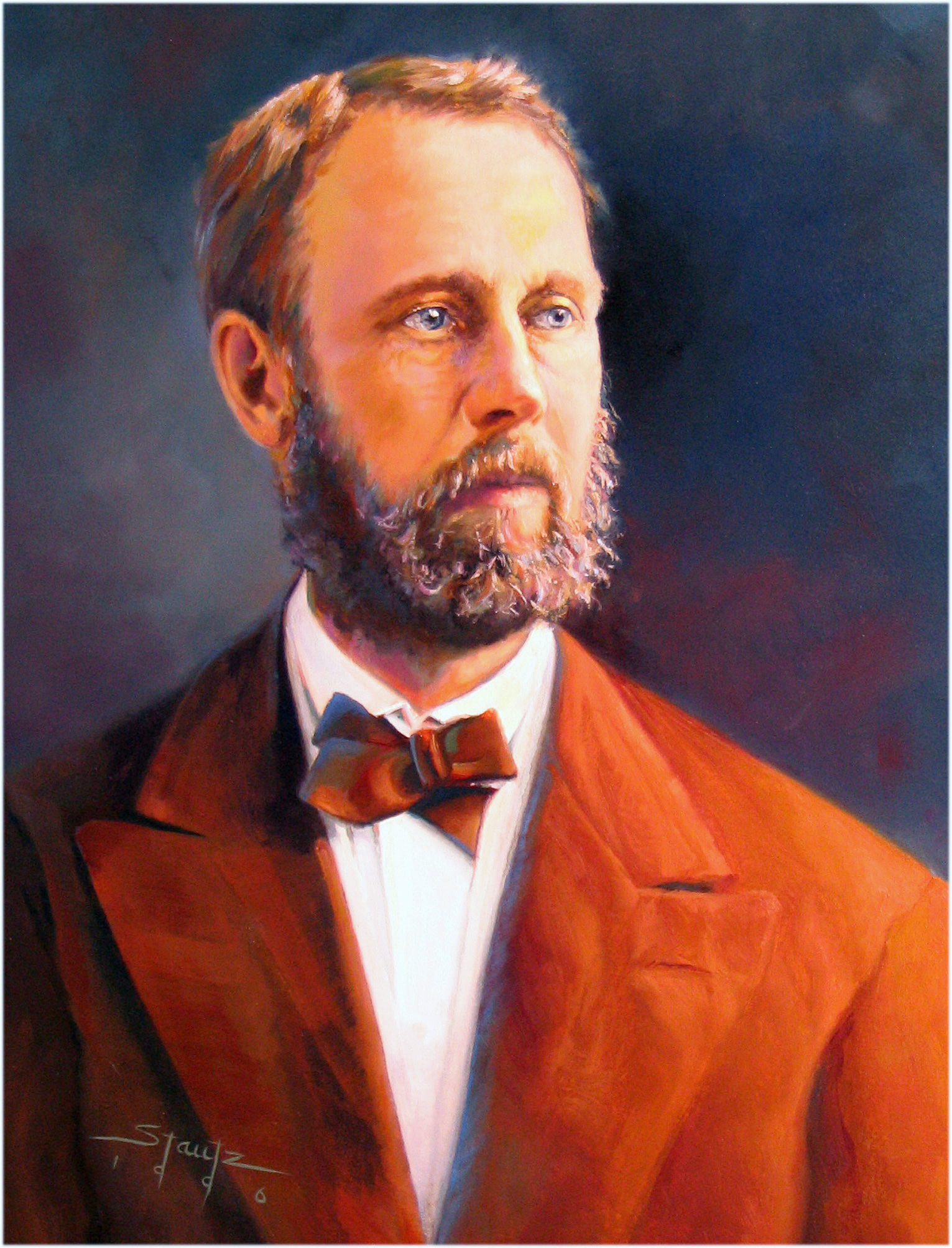
Asaph Hall

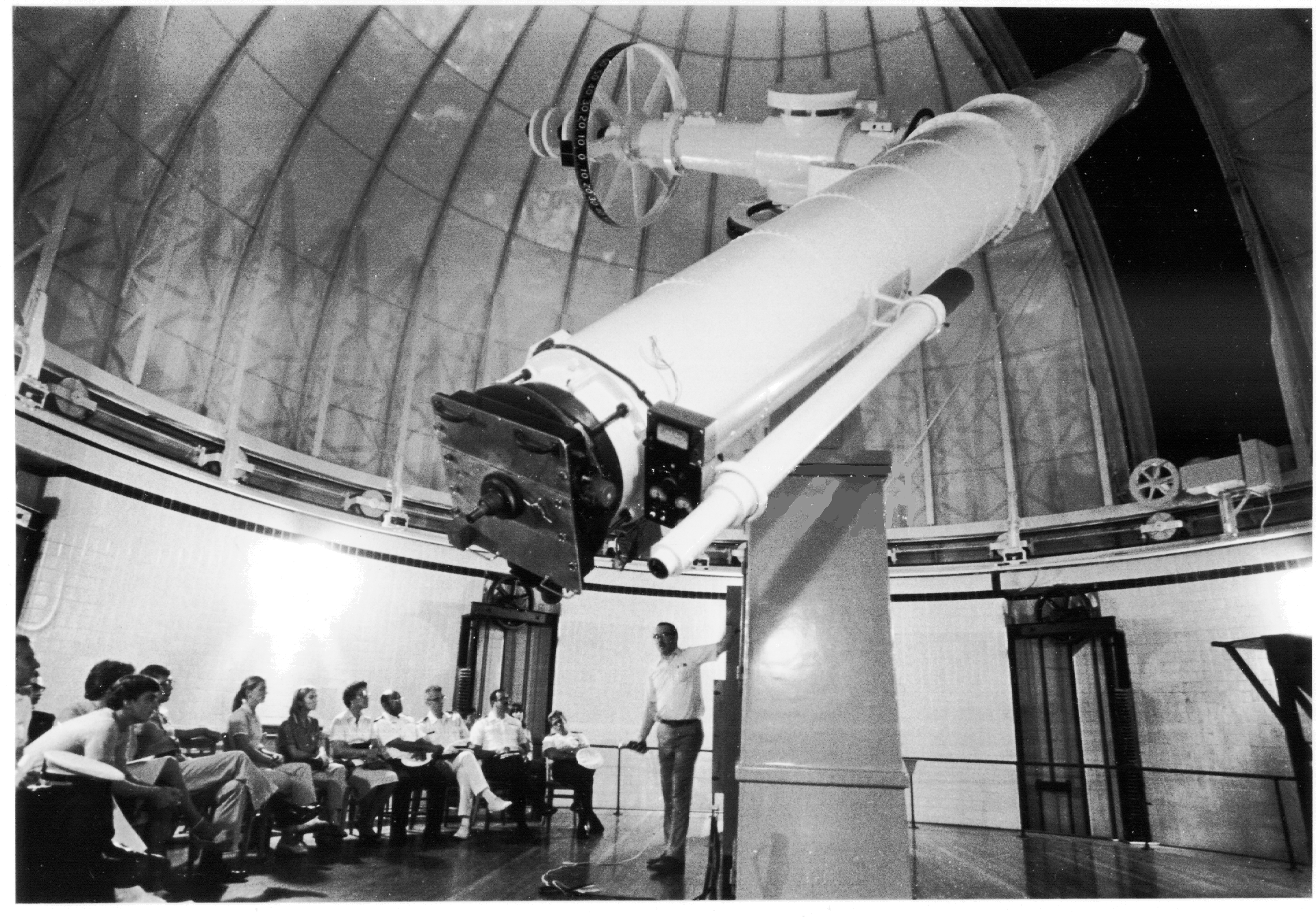
Le télescope de 66 cm de l'observatoire naval des États-Unis.

Plusieurs astronomes ont tenté de détecter des lunes martiennes. Parmi eux on peut citer : William Herschel en 1783, Heinrich Louis d'Arrest en 1862 et 1864 et Edward Singleton Holden en 1875.
En août 1877, Mars est en opposition, l'astronome américain Asaph Hall découvre Déimos puis Phobos à l'aide d'un télescope de 26 pouces (66 centimètres) depuis l'observatoire naval des États-Unis de Washington,.
Les résultats de ses observations sont publiés dans le Astronomische Nachrichten
En décembre 1876, il s'aperçoit que la durée de rotation de Saturne donnée par les ouvrages de référence est fausse, il décide alors de remettre en cause les calculs fondés sur les valeurs fournies par ces ouvrages. Il s'aperçoit ainsi que Arrest avait choisi de négliger l'observation de la zone proche de la planète en utilisant des calculs qui lui indiquaient que cette zone n'était pas stable. Souhaitant être le seul à être crédité de la découverte, il attend début août, que son assistant Edward Singleton Holden soit invité par Henry Draper de New-York, pour commencer les observations. Il met au point un cache pour masquer l'éclat de Mars dans cette zone proche.
Dans la nuit du 10 août 1877 alors qu'il est prêt à abandonner, son épouse Angelina Stickne l'encourage à poursuivre ses explorations. La nuit suivante, il distingue un point brillant mais le brouillard l'empêche de poursuivre ses observations. Ce n'est que la nuit du 16 au 17 août  qu'il peut reprendre ses travaux.
Le deuxième satellite, Phobos, est lui découvert le 17. L'annonce publique a lieu le 18 août. 
Quelques jours après cette annonce, Simon Newcomb tente de revendiquer la paternité de la découverte dans un article du New-York Tribune.
Le 28 août Holden, l'assistant de Hall, et Draper annoncent avoir découvert un troisième satellite, puis un quatrième. On s'aperçoit rapidement que ces corps ne sont pas en orbite autour de Mars.
Les satellites ont été originellement nommés Phobus et Deimus à la suite d'une suggestion d'Henry Madan d'après la ligne 119 du chant XV de l’Iliade :
| « Ὣς φάτο, καί ῥ' ἵππους κέλετο Δεῖμόν τε Φόβον τε ζευγνύμεν, αὐτὸς δ' ἔντε' ἐδύσετο παμφανόωντα. »                           |
| « Il parla ainsi, et il ordonna à la Crainte et à la Fuite d'atteler ses chevaux, et il se couvrit de ses armes splendides. » |

Dans la mythologie grecque, Phobos et Déimos sont les fils du dieu Arès, en grec ancien Φόϐος / Phóbos signifie « peur » et Δεῖμος / Deĩmos « terreur ». Cette dénomination est un jeu de mots sur la polysémie du mot satellite qui peut désigner à la fois un astre (les satellites de la planète) ou bien une personne, un garde du corps (les satellites du dieu).
Pour l'anecdote, Henry Madan, qui était professeur au collège d'Eton, est également le grand-oncle de Venetia Burney qui a suggéré le nom de Pluton en 1930.

### Observation
Depuis d'autres recherches ont été réalisées pour découvrir des satellites supplémentaires. En 2004 Scott S. Sheppard et David Jewitt ont exploré systématiquement la sphère de Hill de Mars hormis la couronne la plus interne, contenant Phobos et Deimos, qui était masquée par la lumière de Mars. Ils n'ont pu trouver de corps dépassant une magnitude apparente de 23,5 ; ce qui correspond à un rayon de 90 m pour un albédo de 0,07

### Exploration

Deimos (gauche) et Phobos (droite) vus par Spirit depuis la surface de Mars.

Phobos et Déimos ont été photographiés à de nombreuses reprises par des sondes spatiales dont l'objectif principal était l'exploration de Mars.
La sonde Mariner 7 a fourni involontairement la première image de Phobos en 1969. Il faut attendre la sonde Mariner 9  de 1971 pour des photographies de bonne qualité des satellites, alors que cette observation ne faisait pas partie du programme de la mission. En effet, quand Mariner 9 se place en orbite, la surface martienne est masquée par une tempête de poussière. La NASA décide en attendant d'observer les lunes martiennes.
En 1977 Viking 1 et Viking 2 s'approchent respectivement à 100 km de Phobos et à 30 km de Déimos, fournissant les premiers clichés détaillés de leurs surfaces.
Mars Global Surveyor en 1998 et 2003 et Mars Express en 2004 ont également fourni des données sur les satellites.
Les deux lunes évoluent près du plan équatorial de Mars, et Phobos est plus près que Déimos, et plus gros : il peut donc l'éclipser. Le phénomène a d'ailleurs été observé depuis la surface de Mars.
Les deux seules sondes consacrées à Phobos furent les sondes soviétiques Phobos 1 et Phobos 2 en 1988 ; la première fut perdue sur le trajet entre la Terre et Mars et la seconde retourna 37 images et données avant de tomber en panne.
L'agence spatiale fédérale russe a lancé une mission vers Phobos en 2011. Baptisée Phobos-Grunt, elle devait rapporter des échantillons du satellite, mais n'a pas réussi à quitter l'orbite terrestre.
EADS Astrium projette également une mission similaire.

## Origine
Comme pour les satellites d'autres planètes, deux hypothèses se sont longtemps affrontées pour expliquer l'origine de Phobos et Deimos : capture d'astéroïde ou formation sur place à partir d'un disque circumplanétaire contemporain de la formation de la planète. Dans le cas particulier de Mars une question supplémentaire se posait : capture ou formation indépendante des deux satellites, ou bien séparation en deux d'un unique satellite initial. Comme pour la Terre les théories cherchant à quantifier le déroulement de l'un ou l'autre scénario ont abouti à la conclusion qu'ils étaient tous les deux improbables. Et comme pour la Terre une troisième hypothèse, la collision avec un objet céleste de grande taille suivie de la formation d'un disque de débris puis de leur rassemblement en un ou plusieurs satellites, s'est finalement imposée.
Les simulations numériques privilégient un choc frontal de Mars avec un objet céleste trois fois plus petit, moins de 500 Ma après la formation de la planète. Les débris auraient formé un anneau comparable à ceux de Saturne puis se seraient rassemblés en plusieurs satellites : un gros (environ 1 000 fois la masse de Phobos) et une douzaine de petits. La différence avec la Terre (un seul satellite) tiendrait à la période de rotation des deux planètes : moins de 4 h pour la Terre lors de la formation de la Lune, environ 24 h pour Mars. Les forces de marée auraient conduit la plupart de ses satellites à retomber sur Mars (contrairement à la Terre où ces forces ont eu pour effet d'éloigner la Lune) et seuls y auraient échappé les deux satellites les plus éloignés, Phobos et Deimos.

## Liste
| Ordre | Label | Nom    | Photo | Diamètre (km)  | Masse (kg)   | Demi-grand axe (km) | Période orbitale (d) | Période de rotation (d)     | Inclinaison (°) | Excentricité | Masse volumique moyenne (kg/m³) | Gravité à la surface (m/s²) | Température de surface (K) | Albédo moyen | Pression atmosphérique (Pa) | Date de découverte | Découvreur |
| ----- | ----- | ------ | ----- | -------------- | ------------ | ------------------- | -------------------- | --------------------------- | --------------- | ------------ | ------------------------------- | --------------------------- | -------------------------- | ------------ | --------------------------- | ------------------ | ---------- |
| 1     | I     | Phobos |       | 27 × 21,6 × 18 | 1,07 × 1016  | 9 377               | 0,319 (7,66 h)       |                             | 1,075           | 0,0151       | 1,85 × 103                      | 0,005                       | 233                        | 0,07         | 0                           | 18 août 1877       | Asaph Hall |
| 2     | II    | Déimos |       | 15 × 12 × 10,4 | 2,244 × 1015 | 23 460              | 1,262 (30,35 h)      | 1,262 (30,35 h) (Synchrone) | 0,93            | 0,0002       | 2,2 × 103                       | 0,0039                      | 233                        | 0,07         | 0                           | 12 août 1877       | Asaph Hall |